# Tramvajová doprava v Berlíně

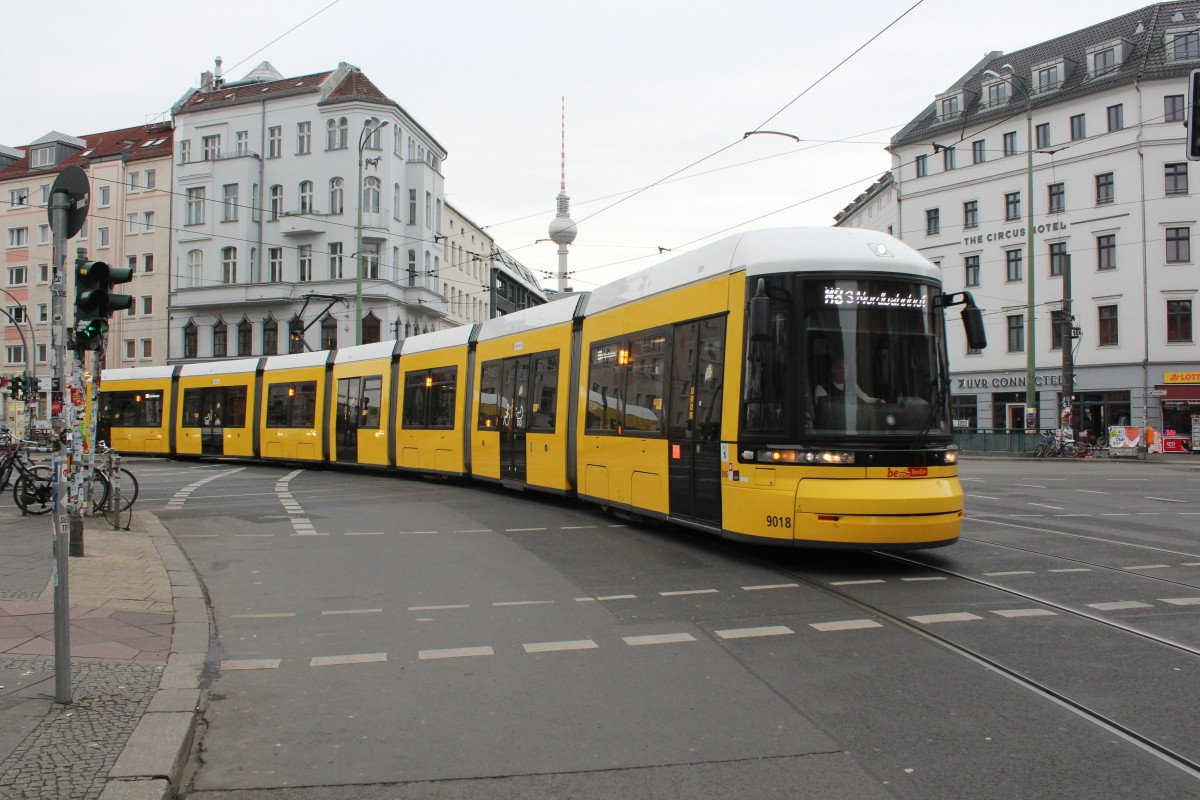
Bombardier Flexity Berlin

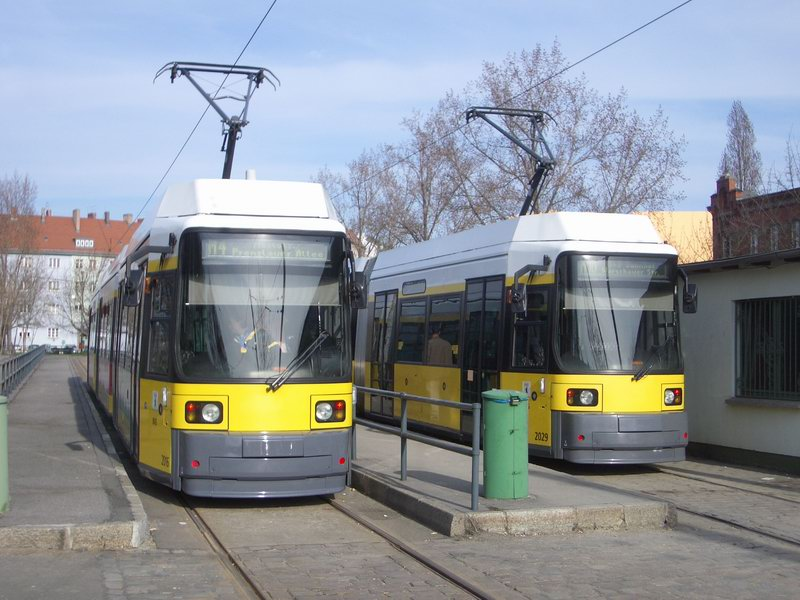
Tramvaje GT6NZ na konečné Eberswalder Straße

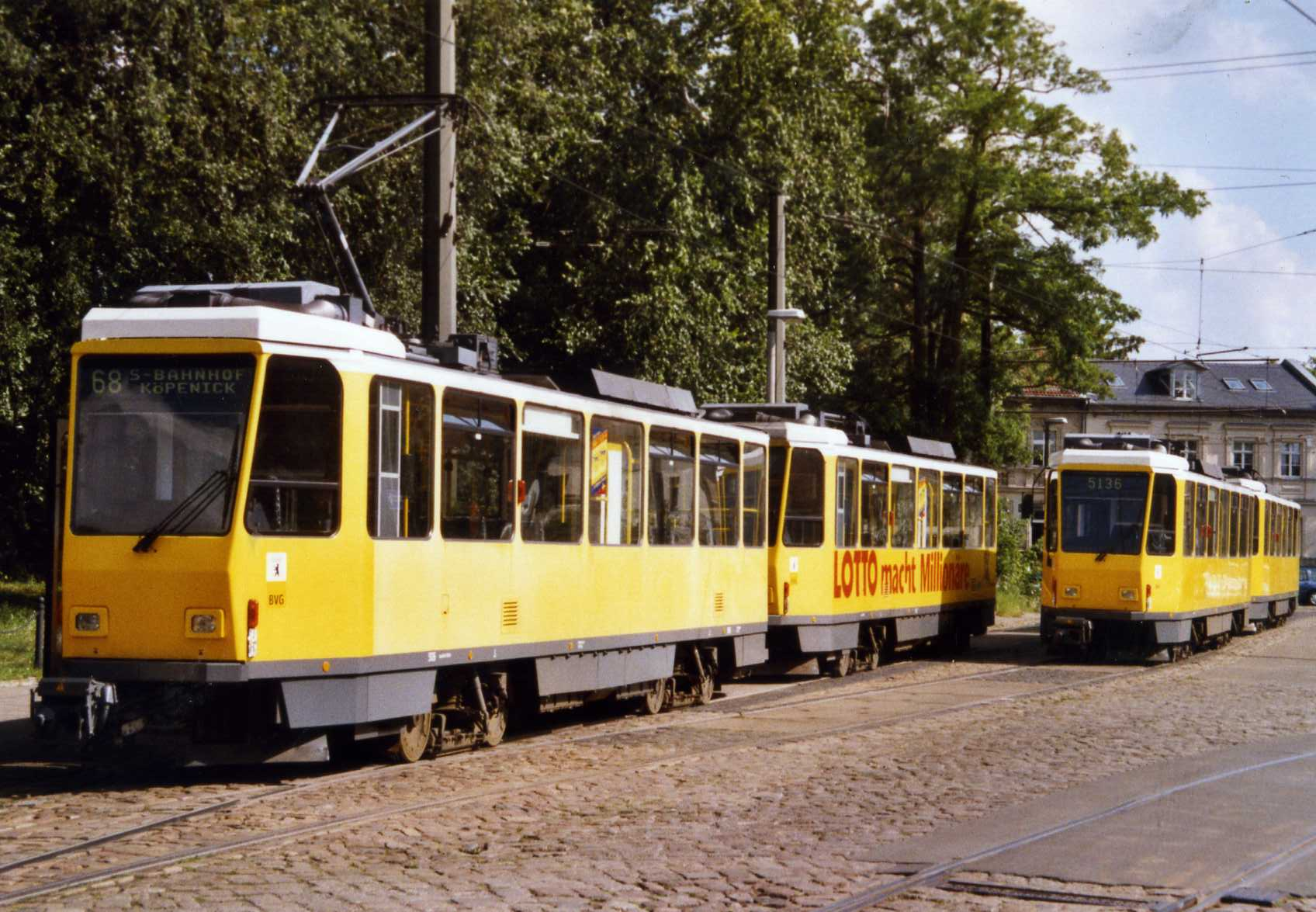
Berlínské tramvaje Tatra T6A2D

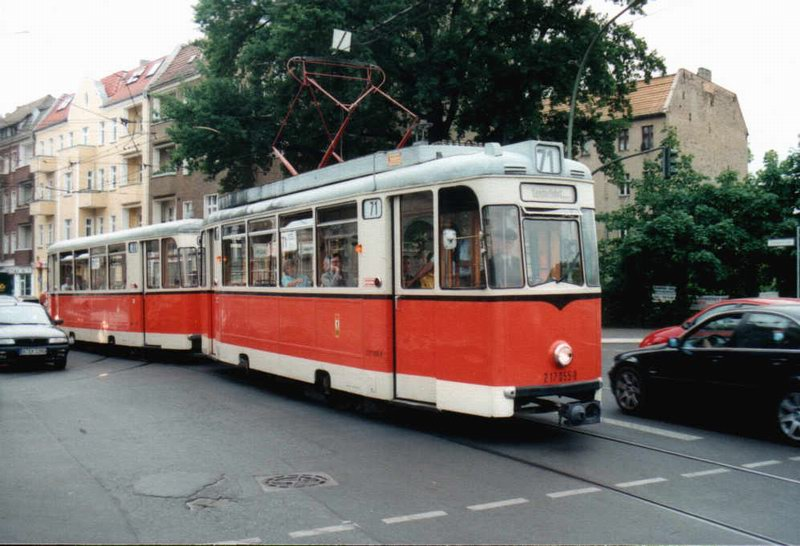
Historický vůz typu TE 59 z roku 1961

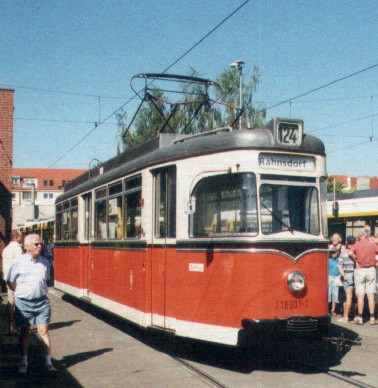
Prototyp vozu TDE-58, základ pozdější řady T4-62

Německé hlavní město Berlín obsluhuje rozsáhlá tramvajová síť. Jedná se o nejrozsáhlejší a jednu z nejstarších sítí v zemi; její délka činí 190,4 km, cestujícím slouží dohromady 380 zastávek. Provozovatelem je místní dopravní podnik Berliner Verkehrsbetriebe (BVG), který ji spravuje již od svého založení v roce 1929. Berlínská tramvajová síť je třetí nejrozsáhlejší na světě.

## Historie

### Předválečný a meziválečný rozvoj
Již od roku 1865 existovala v Berlíně koňka. Tu začala postupně nahrazovat elektrická tramvaj; její první trať byla zprovozněna 16. května 1881. V této době také začalo budovat nové tramvajové trati i mnoho soukromých dopravců. V meziválečném období tak vznikla ohromná síť (podle dnešních měřítek by byla největší na světě a předstihla by i dnes nejrozsáhlejší melbournskou (256 km), a to hned více než dvojnásobně).
Tehdy Berlíňanům sloužilo 630 km kolejí, na kterých fungovalo celkem 93 linek, ročně se přepravilo přes 900 milionů cestujících. Celkem bylo v Berlíně okolo čtyř tisíc tramvají, v tramvajové dopravě pracovalo kolem 14 000 lidí. Některé trati byly úzkorozchodné s rozchodem 1000 mm, některé měly rozchod normální. Ty první uvedené byly během meziválečného období postupně přerozchodovávány. Revolucí se stal rok 1929, kdy město sjednotilo všechny dopravce; ustanovilo současný dopravní podnik Berliner Verkehrsbetriebe (BVG). I tento stav netrval dlouho, druhá světová válka, která navždy změnila tvář německé metropole, též zničila i velkou část dopravní infrastruktury, a to i včetně té tramvajové.

### Rozdělení a znovusjednocení
Její obnova probíhala zcela revolučním tempem; již 20. května 1945 se objevily první linky v provozu a do konce roku 1945 již fungovalo 328 km sítě. Od 1. srpna 1949 byl dopravní podnik rozdělen, a to podle tehdejších hranic okupační správy; připravovala se půda pro vznik východo- a západoberlínské zcela oddělené tramvajové sítě. Východ tehdy provozoval třináct linek, západ třicet šest.
14. října 1950 se rozrostla tramvajová síť ze Západního Berlína přes hranice do Braniborska, které však bylo již pod sovětskou správou. Tato situace se objevila jako problematická, a tak od 15. ledna 1953 byly tyto tratě zkráceny zpět k hranicím. Fyzicky byla síť nakonec rozdělena samozřejmě zdí, a to od roku 1961 (do té doby byly linky přerušeny; tj. cestující museli přesedat na druhý spoj avšak ještě za stejné jízdné). O osm let později byl ustanoven dopravce s názvem BVB, který fungoval ve Východním Berlíně až do roku 1992.
Zatímco na západě města začaly vliv získávat autobusy a metro (rušení začalo v roce 1954, poslední tramvajový úsek byl zrušen roku 1967), na východě si tramvajová doprava držela neotřesitelnou pozici. Nová sídliště, která byla díky válečným škodám vybudována i v centru města, obsloužily právě tramvajové linky. Přibývaly tak i nové vozy, nejdříve novostavby a rekonstrukce dvounápravových vozů domácí výroby. Později byly dodány čtyřnápravové tramvaje řady T4-62 s vlečnými vozy B4-62 a článková vozidla G4. Od šedesátých let byly ve velkém rozsahu dováženy tramvaje z Československa (jednalo se o tramvaje typů Tatra KT4D a Tatra T6A2D).
Po znovusjednocení Německa v říjnu roku 1990 došlo sice k spojení východo- i západoberlínského dopravního podniku, ne však tramvajových sítí, jelikož západoberlínská již dávno neexistovala. Díky podpoře tramvajové dopravy jako ekologického druhu MHD se však začínají na západ města koleje navracet – první z tratí vedoucí na území bývalého Západního Berlína byla zprovozněna v roce 1995, další se budují. Též se obměňuje i vozový park, od 90. let byl modernizován německými nízkopodlažními vozy typu GT6NZ a od roku 2008 jsou dodávány tramvaje Bombardier Flexity Berlin vyvinuté speciálně pro zdejší podmínky. 